# Samuel Korecki
Samuel Korecki  (n. c. 1586 – d. 27 iunie 1622) a fost un nobil (șleahtic) din Uniunea polono-lituaniană. Blazonul lui a fost Pogonia. În cariera sa militară a ajuns până la gradul de colonel. El a luptat sub conducerea hatmanului Stanisław Żółkiewski la Guzow și Kłuszyn din timpul Războaielor polono-rusești (Războiul Polono-Rus (1605-1618))în care în timpul teribilei ierni din 1612 a adus provizii pentru forțele poloneze cantonate în Kremlinul din Moscova.
Popular în rândul cazacilor, el a luptat cu tătarii, vasalii Imperiului Otoman. În Bătălia de la Țuțora din ultimele etape ale Războiului Magnaților Moldoveni, a fost luat prizonier de otomani, împreună cu mulți alți comandanți polonezi precum Stanisław Koniecpolski. Închis în Cetatea celor Șapte Turnuri, Korecki a fost în cele din urmă ucis la Istanbul, la 27 iunie 1622.